# Coluzea mariae
Coluzea mariae is een slakkensoort uit de familie van de Turbinellidae. De wetenschappelijke naam van de soort is voor het eerst geldig gepubliceerd in 1952 door Powell.